# Domfreihof

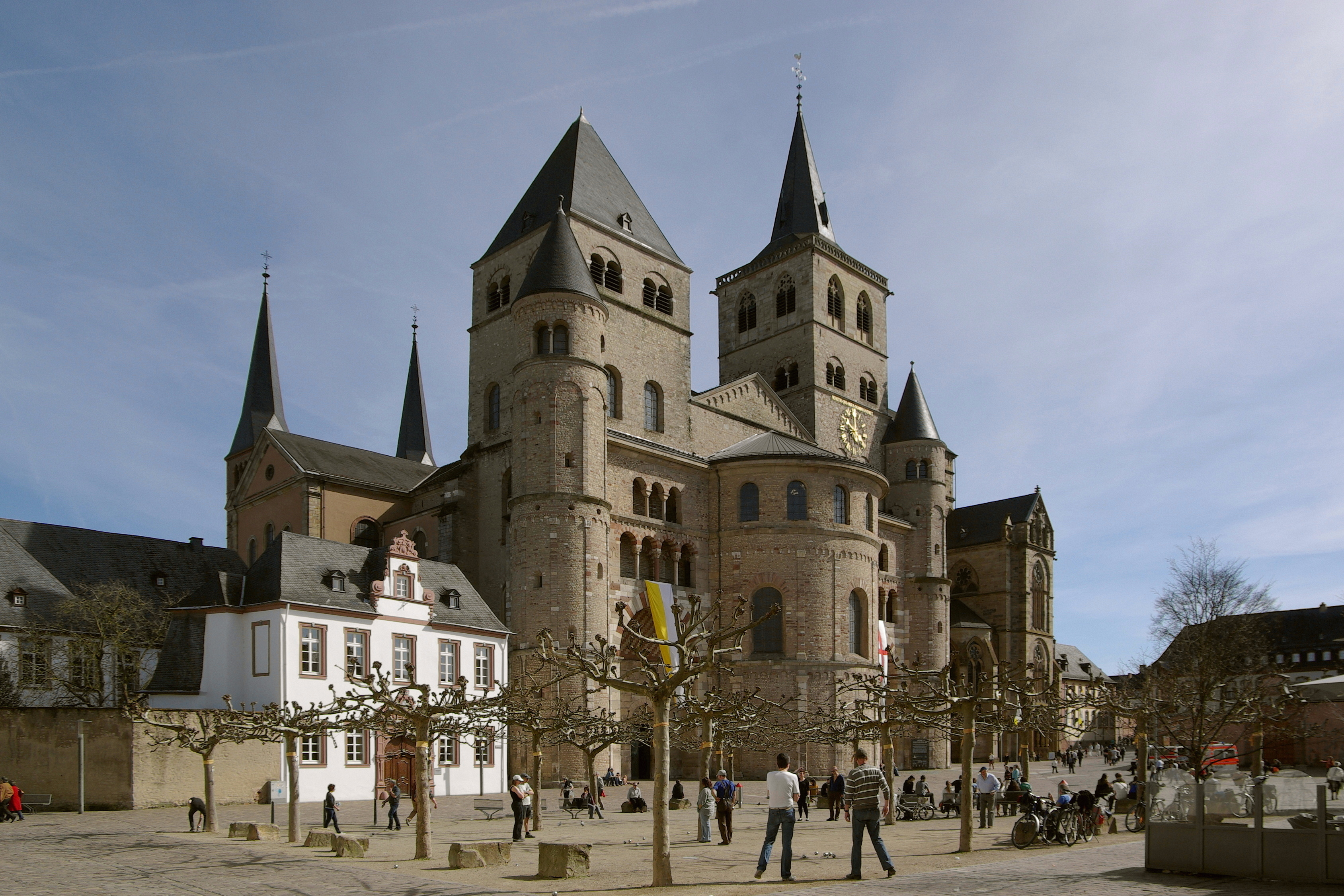
Domfreihof mit namensgebendem Dom und Dompropstei

Der Domfreihof ist ein Platz in der Trierer Innenstadt. Am Platz stehen der Dom, die Liebfrauenkirche und das Palais Walderdorff. Am Domfreihof befinden sich noch vier weitere Kulturdenkmäler.

## Lage
Am Domfreihof beginnen vier Straßen:
- Sternstraße
- Sieh um Dich
- Windstraße
- Liebfrauenstraße

Der Domfreihof ist über die Sternstraße mit dem Hauptmarkt verbunden.

## Geschichte

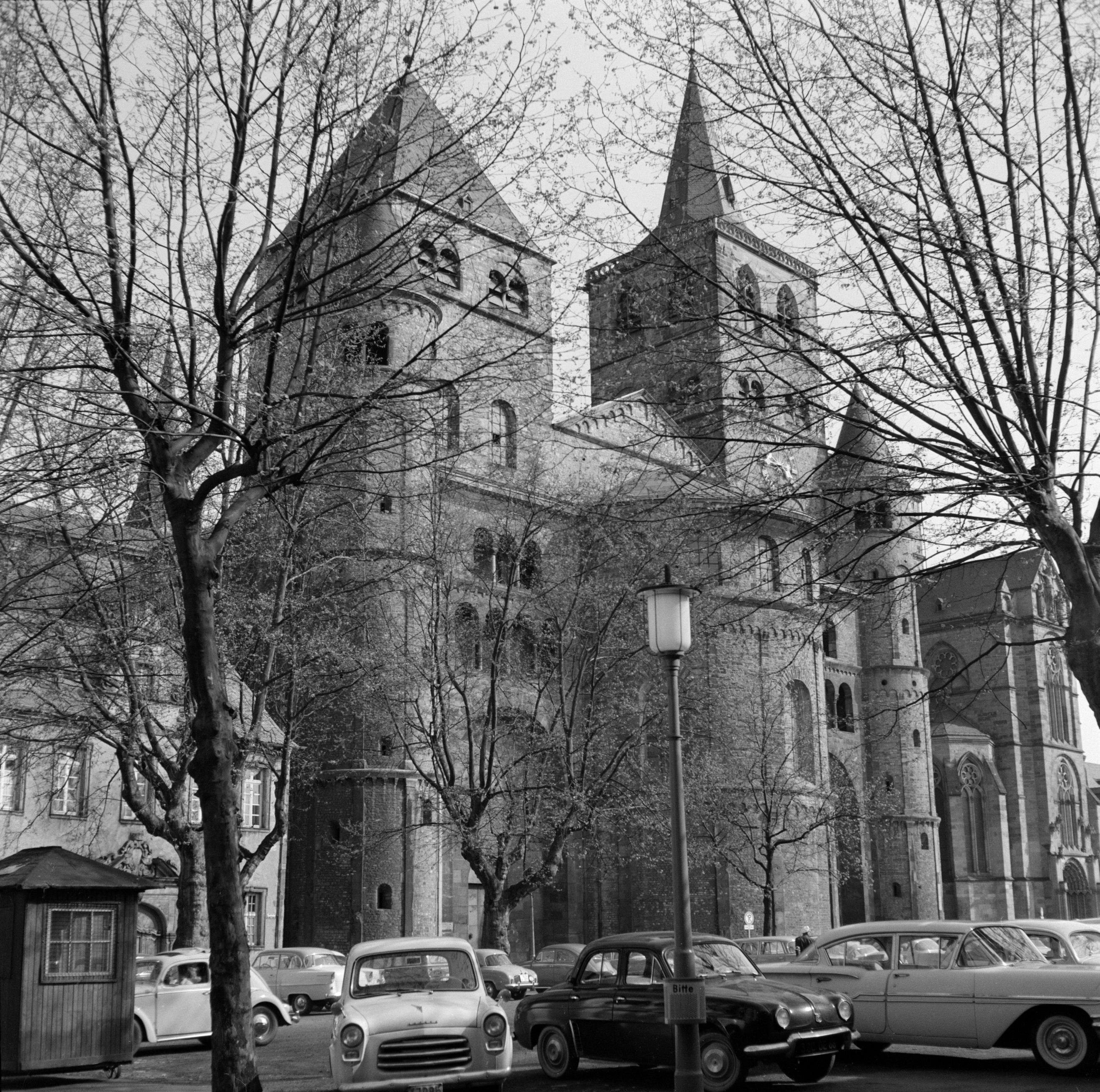
Trierer Domfreihof mit Parkplatz vor seiner Sanierung

Der Name des Platzes leitet sich von der „Domfreiheit“ ab. Diese war vom öffentlichen Gericht ausgenommen und unterstand allein dem Gericht des Dompropstes. Die Domfreiheit umfasst das Gebiet zwischen Sieh um Dich, Palaststraße und Sichelstraße. Das Gebiet war ab dem Jahr 1000 von einer Mauer umgeben. Der Domfreihof war Mittelpunkt dieses Gebietes.
Im 16. Jahrhundert fanden auf dem Platz zwei vom Domkapitel zugelassene Jahrmärkte statt, bis sich der Erzbischof 1584 gezwungen sah einen Termin zu verschieben und den anderen, der in der Karwoche stattfand, zu verbieten.
Der Platz hieß von 1801 bis 1804 „Place d’Ormecheville“ nach dem 1. Präfekten des Saardepartements. Von 1804 bis 1812 hieß er „Place de Napoleon“.
Bis Ende der 1990er Jahre war der Domfreihof ein Parkplatz. Nach einer aufwendigen Umgestaltung wurde er Teil der Fußgängerzone. 1999 wurde der Trierer Weihnachtsmarkt hierher ausgeweitet.

## Bauwerke
Am Platz stehen einige hervorstechende Gebäude. Im Platz ist zudem der Grundriss des römischen Domes, der auf dem Platz stand, in Form von Eisenplatten dargestellt. Vor dem Dom liegt der sogenannte Domstein aus dem Mittelalter.

### Palais Walderdorff

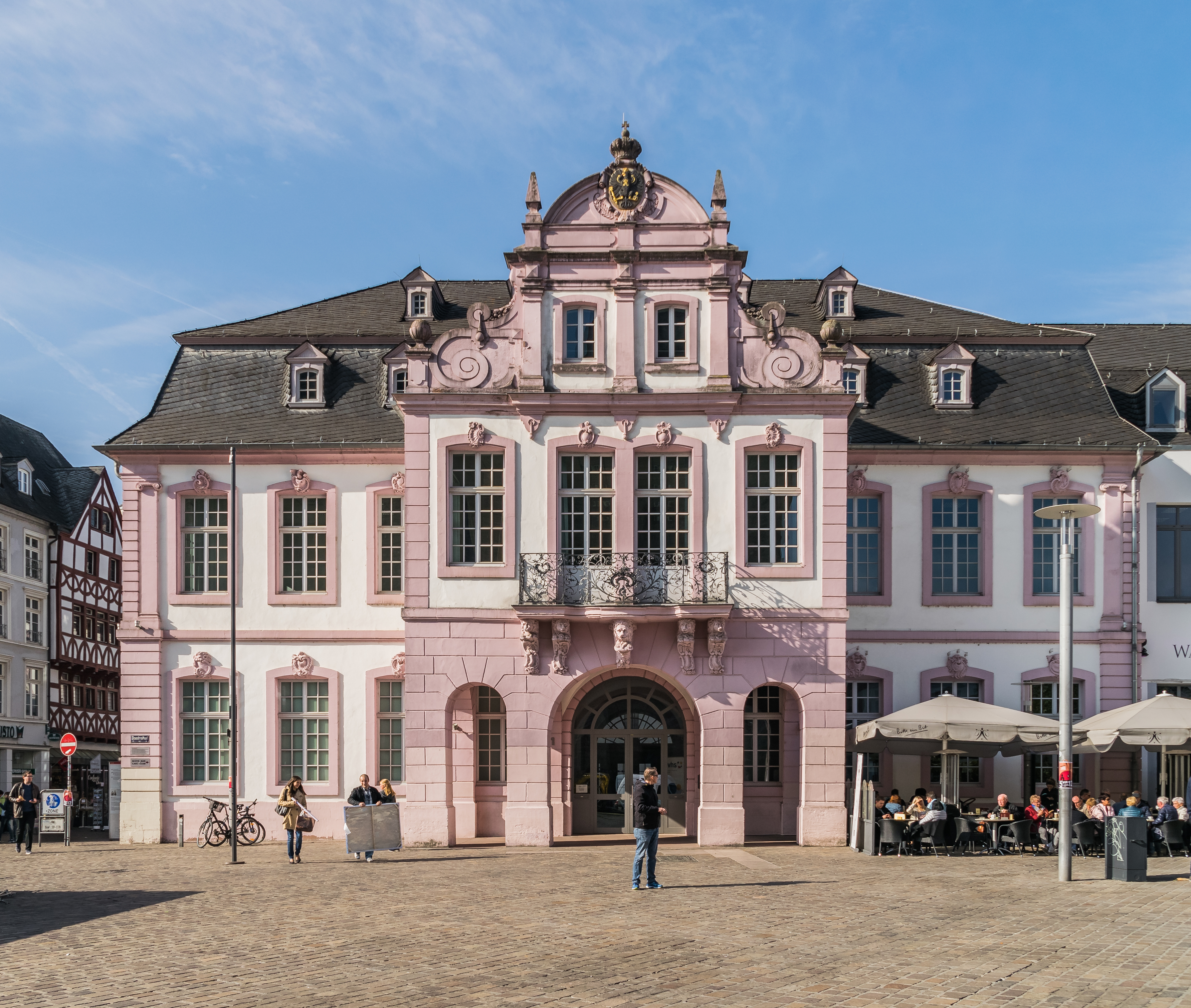
Palais Walderdorff

Eindrucksvoll ist vor allem das Palais Walderdorff gegenüber dem Dom. Das im 18. Jahrhundert errichtete Gebäude wird seit seinem Wiederaufbau und einer Generalsanierung um die Jahrtausendwende für mehrere Einrichtungen genutzt: Stadtbücherei, Volkshochschule, Galerie, Standesamt, Seniorenbüro, Jugendtreff, Vinothek, Einzelhandel usw. Dabei werden auch mittelalterliche Gebäudeteile wie der Turm Jerusalem miteinbezogen. Zu Beginn des 19. Jahrhunderts diente das Gebäude als Präfektur des Saardepartements.

### Kurie Von der Leyen
Die Kurie Von der Leyen ist nach dem Trierer Kurfürsten Karl Kaspar von der Leyen benannt. Ihr Barockportal stammt von einem kriegszerstörten Haus in der Krahnenstraße. Die Front war früher portallos. Bedeutend ist auch die Kelleranlage des Gebäudes.

### Philippskurie

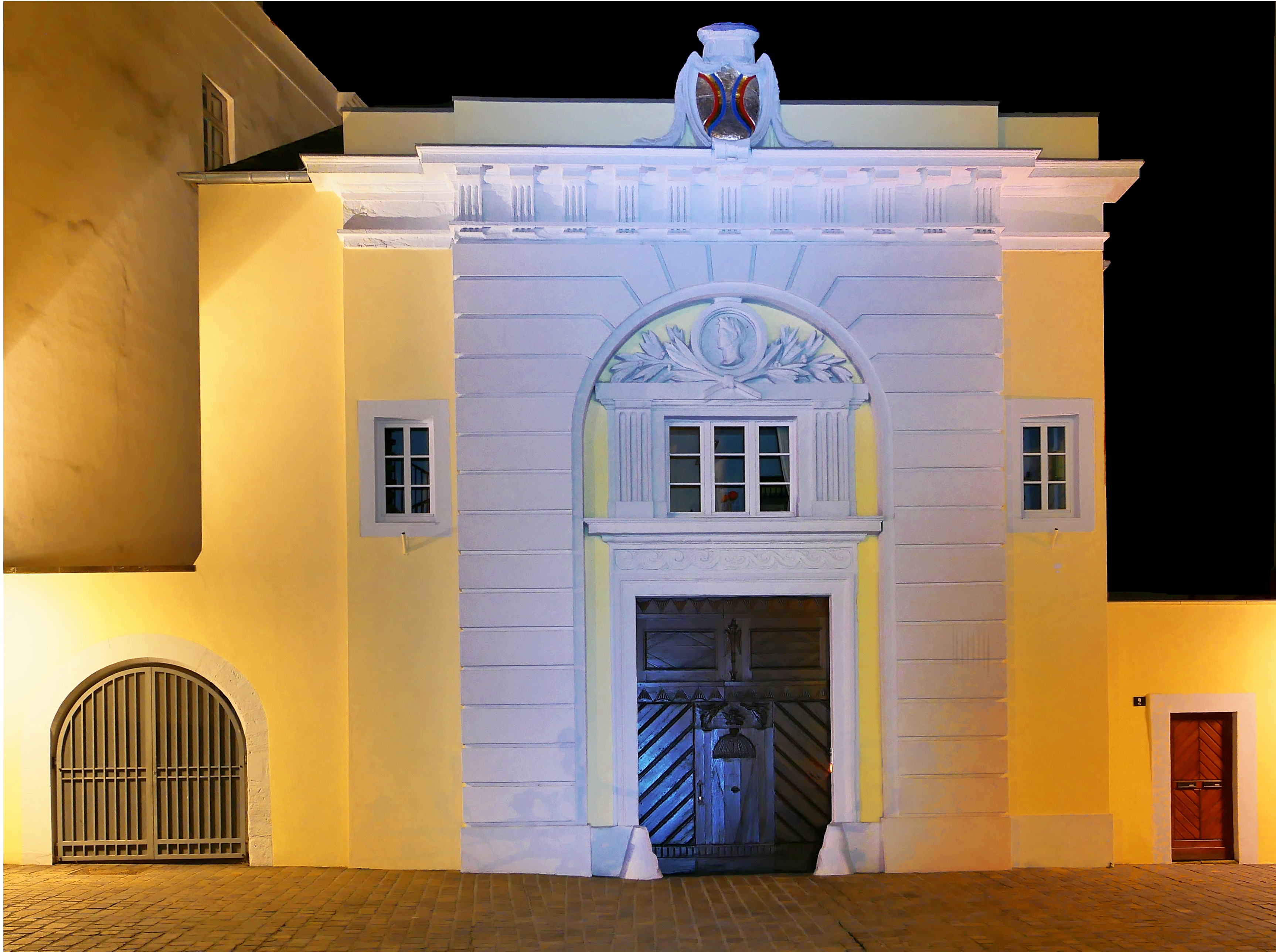
Geel Box (Philippskurie)

Die sogenannte Philippskurie, auch Geel Box (trierisch für Gelbe Hose) genannt, am Domfreihof 2 ist ein zweiteiliges barockes Wohnhaus aus den 1750er Jahren. Das Gebäude zeichnet sich durch eine im Kern romanische Kelleranlage und das frühklassizistische Torhaus von 1780 aus. Architekten waren Johannes Seiz und Johann Anton Neurohr. Das Torhaus trägt das restaurierte Familienwappen des Bauherrn Christian Franz von Hacke (1731–1807), Ober-Chorbischof im Erzbistum Trier, Domkapitular in Speyer sowie Kurtrierer Amtmann in Welschbillig.

### Dompropstei

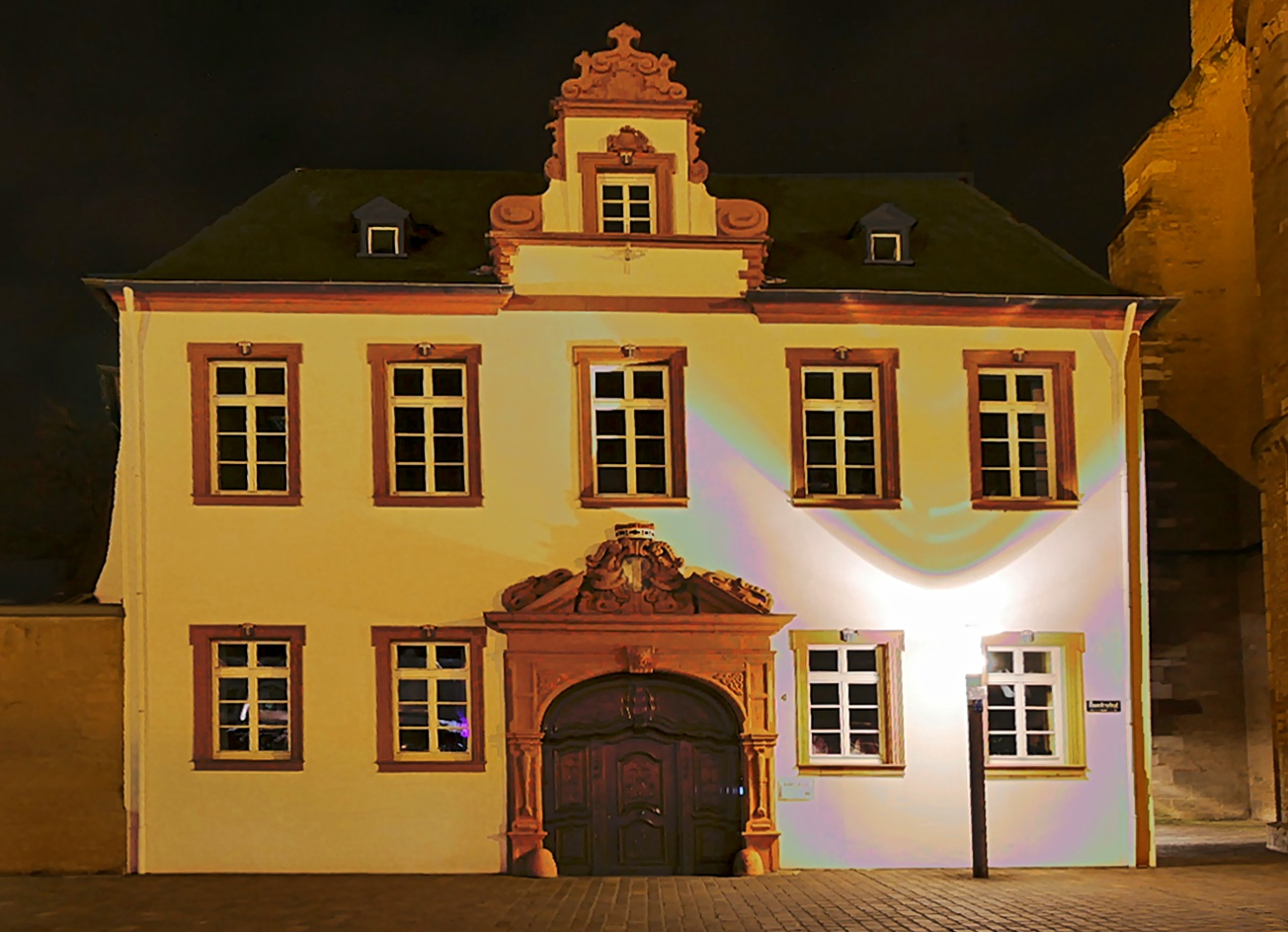
Dompropstei

Die Dompropstei am Domfreihof 4  aus dem 17. und 18. Jahrhundert umfasst Torhaus, Wirtschaftsgebäude und Wohnhaus und ist im Stil des Barock und Rokoko ausgestaltet. Das Torhaus von 1656 ist ein stattlicher barocker Walmdachbau. Das Wirtschaftsgebäude war ehemals offene Remise und entstand ebenfalls 1656. Das Hauptgebäude ist ein winkelförmiger und barocker Walmdachbau, der teilweise über einem romanischen Keller errichtet wurde. In der Umfassungsmauer an der Windstraße befindet sich ein Portalsturz von 1689.

### Dombering
Bis heute sind Teile der historischen Dombering-Mauer zu erkennen. Diese Mauer verläuft insbesondere entlang der Sieh um Dich sowie entlang von Flanderstraße und Dominikanerstraße.